# Palladiánská architektura

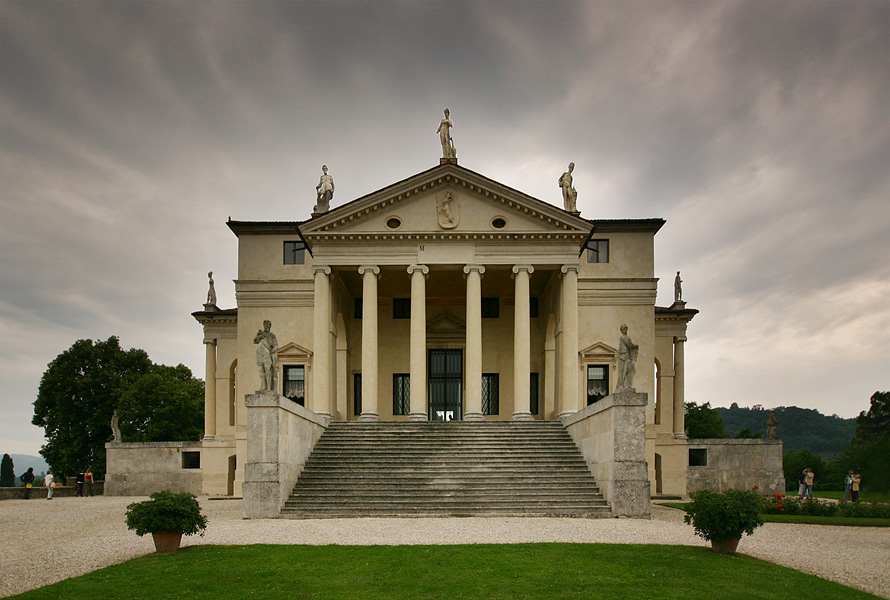
Vila La Rotonda u italské Vicenzy postavená podle plánů architekta Andrey Palladia

Palladiánská architektura je evropský architektonický styl odvozený z prací benátského architekta Andrey Palladia (1508–1580). Termín „palladiánský“ se běžně používá pro stavby ve stylu inspirovaném vlastními Palladiovými pracemi. Styl, který je dnes označován jako palladianismus je rozpracováním Palladiových původních koncepcí. Jeho práce byly založeny na symetrii, perspektivě a na zásadách klasické chrámové architektury starých Řeků a Římanů. Z palladiovských interpretací klasické architektury prováděných v 17. století vznikl styl, který dnes známe jako palladianismus a který se dál rozvíjel ještě v následujícím století.

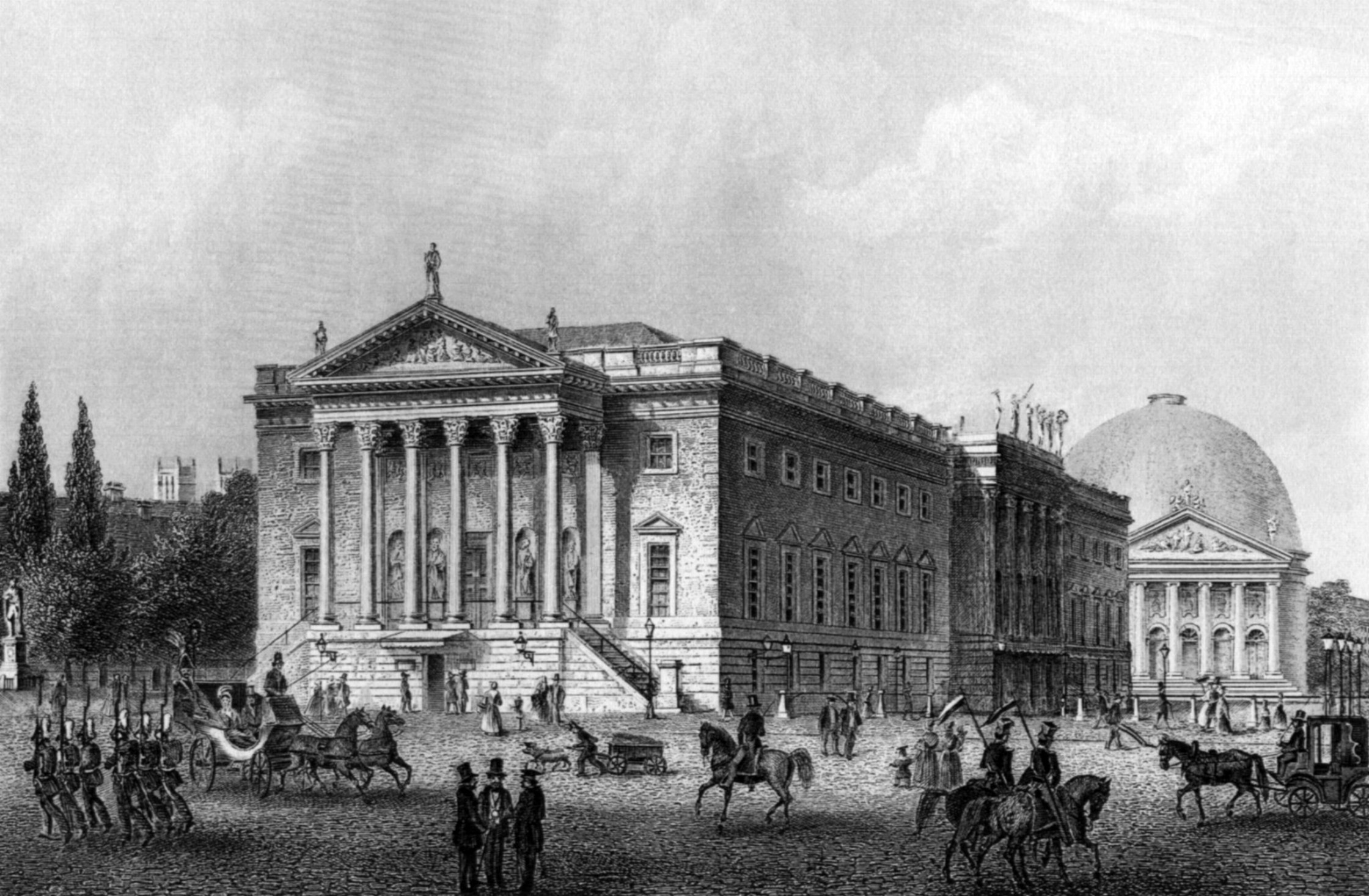
Knobelsdorffova opera v Berlíně, 1741

Kolem poloviny 17. století se palladianismus nakrátko stal populárním architektonickým stylem v Anglii. Počátkem 18. století se pak vrátil do módy nejen v Anglii, ale rozšířil se i do Pruska a jiných evropských zemí. Později, když o něj začal v Evropě opadat zájem, stal se populární v anglických severoamerických koloniích.
V 19. a počátkem 20. století se v Evropě v tomto stylu často stavěly veřejné budovy. Od druhé poloviny 19. století mu však byla velkým soupeřem novogotika. Nicméně jako architektonický styl si palladianismus dále udržoval své příznivce a vyvíjel se. Jeho prvky lze nalézt i v designu řady moderních budov.